# Damir Mulaomerović
Damir Mulaomerović (Tuzla, 19 settembre 1974) è un ex cestista e allenatore di pallacanestro croato.

## Carriera
Con la Croazia ha disputato i Giochi olimpici di Atlanta 1996 e quattro edizioni dei Campionati europei (1997, 1999, 2001, 2003).

## Palmarès

### Giocatore
- Campionato croato: 1

K.K. Zagabria: 2010-11
- Eurolega: 1

Panathinaikos: 2001-02
- Coppa di Croazia: 4

Cibona Zagabria: 1995, 1996
K.K. Zagabria: 2010, 2011
- Coppa di Bosnia ed Erzegovina: 1

Sloboda Tuzla: 1994
- Coppa di Turchia: 1

Efes Pilsen: 2000-01
- Supercoppa italiana: 1

Fortitudo Bologna: 1998

### Allenatore
- Campionato kosovaro: 1

Pristina: 2018-19
- Coppa del Kosovo: 1

Pristina: 2019